# NASCAR All-Star Race
| Provas NASCAR - Monster Energy Cup 2019                               |
| Temporada Regular                                                     |
| --------------------------------------------------------------------- |
| Advance Auto Parts Clash (Daytona - Corrida de Exibição)              |
| Can-Am Duels (Daytona - Duelos Classificatórios para a Daytona 500)   |
| 1. Daytona 500 (Daytona)                                              |
| 2. Folds of Honor QuikTrip 500 (Atlanta)                              |
| 3. Pennzoil 400 (Las Vegas) (Las Vegas)                               |
| 4. TicketGuardian 500 (Phoenix)                                       |
| 5. Auto Club 400 (Auto Club)                                          |
| 6. STP 500 (Martinsville)                                             |
| 7. O'Reilly Auto Parts 500 (Texas)                                    |
| 8. Food City 500 (Bristol)                                            |
| 9. Toyota Owners 400 (Richmond)                                       |
| 10. GEICO 500 (Talladega)                                             |
| 11. AAA 400 Drive for Autism (Dover)                                  |
| 12. KC Masterpiece 400 (Kansas)                                       |
| Monster Energy Open (Charlotte - Repescagem para a Corrida do Milhão) |

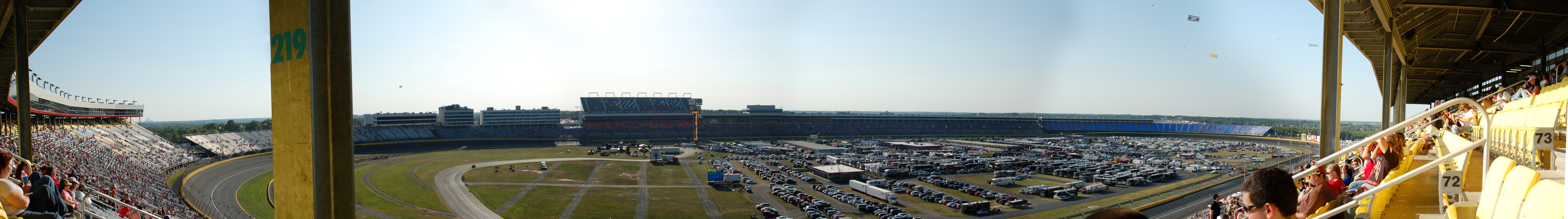
Vista panorâmica do circuito oval de Charlotte Motor Speedway durante a Corrida das Estrelas da NASCAR de 2007.

| Monster Energy NASCAR All-Star Race (Charlotte - Corrida do Milhão)   |
| 13. Coca-Cola 600 (Charlotte)                                         |
| 14. Pocono 400 (Pocono)                                               |
| 15. FireKeepers Casino 400 (Michigan)                                 |
| 16. Toyota/Save Mart 350 (Sonoma)                                     |
| 17. Camping World 400 (Chicagoland)                                   |
| 18. Coke Zero 400 (Daytona 2)                                         |
| 19. Quaker State 400 (Kentucky)                                       |
| 20. Foxwoods Resort Casino 301 (New Hampshire)                        |
| 21. Gander Outdoors 400 (Pocono 2)                                    |
| 22. Go Bowling at The Glen (Watkins Glen)                             |
| 23. Consumers Energy 400 (Michigan 2)                                 |
| 24. Bass Pro Shops NRA Night Race (Bristol 2)                         |
| 25. Bojangles' Southern 500 (Darlington)                              |
| 26. Brickyard 400 (Indianápolis)                                      |
| Provas dos Playoffs                                                   |
| Round of 16                                                           |
| 27. South Point 400 (Las Vegas 2)                                     |
| 28. Federated Auto Parts 400 (Richmond 2)                             |
| 29. Bank of America Roval 400 (Charlotte - Roval)                     |
| Round of 12                                                           |
| 30. Gander Outdoors 400 (Dover 2)                                     |
| 31. 1000Bulbs.com 500 (Talladega 2)                                   |
| 32. Hollywood Casino 400 (Kansas 2)                                   |
| Round of 8                                                            |
| 33. First Data 500 (Martinsville 2)                                   |
| 34. AAA Texas 500 (Texas)                                             |
| 35. Can-Am 500 (Phoenix 2)                                            |
| Championship 4                                                        |
| 36. Ford EcoBoost 400 (Homestead-Miami)                               |
| Provas inativas/extintas                                              |
| Alamo 500 (1972-73)                                                   |
| Budweiser 400 (1970-81)                                               |
| Budweiser NASCAR 400 (1979-81)                                        |
| Carolina Dodge Dealers 400(1952, 1957-2004)                           |
| Coca-Cola 500 (Motegi) (1998)                                         |
| Coors 420 (1973-84)                                                   |
| First Union 400 (1951-85)                                             |
| ISM Connect 300 (1997-2017)                                           |
| Kobalt Tools 500 (1960-2010)                                          |
| Los Angeles Times 500 (1971-72, 1974-80)                              |
| Music City USA 420 (1973-80)                                          |
| Myers Brothers 200 (1962)                                             |
| Northern 300 (1958-59, 1967-72)                                       |
| Pepsi 420 (1958-84)                                                   |
| Pepsi Max 400 (2004-2010)                                             |
| Pop Secret Microwave Popcorn 400 (1965-2003)                          |
| Subway 400 (1966-2004)                                                |
| NASCAR Thunder 100 (1996-97)                                          |
| Tyson Holly Farms 400 (1949-96)                                       |
| Winston Western 500 (1958-87)                                         |

Monster Energy NASCAR All-Star Race (em português: Corrida das Estrelas da NASCAR Cup)  é uma prova especial da NASCAR equivalente aos All-Star game das ligas americanas como a NBA, que é organizado desde o ano de 1985. É realizado no circuito oval de Charlotte, Estados Unidos no fim de semana antes das 600 milhas de Charlotte(prova chamada de Coca-Cola 600), que é o domingo antes do Memorial Day, descartando a última segunda-feira de maio. As únicas exceções foram 1985, quando estava no dia anterior a 600 milhas de Charlotte e em 1986, quando aconteceu no oval de Atlanta em 11 de maio.
A corrida tem como patrocinador que detém a naming rights da NASCAR. Assim, a Corrida das Estrelas da NASCAR foi chamada de The Winston, The Winston Select, de NEXTEL All-Star Challenge e era chamada de NASCAR Sprint All-Star Race no período entre 2008-2016. O prêmio para o vencedor era US$ 200 mil até 1989, US$ 300 mil entre 1990 e 1999, US$ 500 mil em 2000 e 2001, US$ 750 mil em 2002 e mais de US$ 1 milhão desde 2003. Não conta pontos para nenhuma das divisões.

Traçado de Charlotte Motor Speedway

Exceto em 1986, há uma prova preliminar da "All-Star Race"; chamada The Winston Open a partir de 1987 até 2003, a partir de 2004 até 2007 chamada de The Nextel Open, e atualmente nomeada de Sprint Showdown (a partir de 2008). Na maioria das edições, o vencedor avança para a Corrida das Estrelas. No período entre 1999 e 2000 havia 2 corridas de 25 voltas e 37,5 milhas (60,4 km) para determinar o grid chamada de No Bull 5 Sprint. Entre 2000 e 2002, havia corrida de repescagem com 25 voltas e 24 milhas (39 km) chamada No Bull Shootout e tinha 24 milhas (39 km). Os pilotos que podem participar desse evento são apenas que venceram essa prova no passado, ex-campeões da Monster Energy NASCAR Cup Series, pilotos que venceram provas pela Monster Energy NASCAR Cup Series na atual e temporada anterior, vencedor e 2º colocado de uma prova preliminar Monster Energy Open, além de um piloto votado pelo público.
Devido a natureza dessa prova aonde apenas o vitorioso ganha algo é muito comum ver os pilotos mais agressivos que em outras pistas ocasionando muitos acidentes.

## Fórmula de Corrida
A fórmula da Corrida das Estrelas da NASCAR varia de acordo com as circunstâncias de forma drástica com o passar das edições da corrida. As duas primeiras corridas(1985-1986) duraram 105 milhas (170 km) e 125 milhas (200 km). De 1987 a 1989, a corrida durou 200 milhas (320 km) e dividido em segmentos de 75, 50 e 10 voltas. Em 1990 e 1991 durou 105 milhas (170 km) e foi dividido em um segmento de 50 voltas e mais um de 20 voltas.
Entre 1992 e 2001, a corrida permaneceu em 105 milhas (170 km), mas os segmentos foram de 30, 30 e 10 voltas. De 2002 a 2006, a duração da All-Star Race foi de 135 milhas (220 km), com segmentos de 40, 30 e 20 voltas. Em 2007, houve quatro segmentos de 20 voltas para um total de 120 milhas. De 1992 a 2006, houve mudanças em algum ponto da corrida.
Assim, durante as corridas 2002 e 2003, como resultado da popularidade da corrida é a fórmula é chamada de "Sobrevivência do mais Rápido"(em alusão ao programa Survivor), o formato de corrida elimina os mais lentos. Após o primeiro segmento, o 21º classificado em diante foram eliminados. O terceiro e último segmento seguiram os top 10 em 2002 e os top 14 em 2003(em 2003 foram 12 devido as colisões).
Em 2008, o prova durou 150 milhas (240 km), divididas em quatro quartos de 25 voltas. De 2009 a 2011, a corrida foi de 150 milhas (240 km) e consistia de segmentos de 50, 20, 20 e 10 voltas. A partir de 2012, a corrida dura 135 milhas (220 km), com 4 segmentos de 20 voltas e mais 20 voltas. Em 2015, a corrida dura 4 segmentos de 25 voltas somadas às 10 voltas, com 165 milhas (270 km), enquanto que em 2016, a corrida têm dois segmentos de 50 voltas.
Desde 1989, a classificação para a NASCAR All-Star Race consiste de três voltas lançadas, com uma volta para os boxes para trocar pneus.

## Vencedores
| Ano  | Piloto             | Marca     |
| ---- | ------------------ | --------- |
| 1985 | Darrell Waltrip    | Chevrolet |
| 1986 | Bill Elliott       | Ford      |
| 1987 | Dale Earnhardt     | Chevrolet |
| 1988 | Terry Labonte      | Chevrolet |
| 1989 | Rusty Wallace      | Pontiac   |
| 1990 | Dale Earnhardt     | Chevrolet |
| 1991 | Davey Allison      | Ford      |
| 1992 | Davey Allison      | Ford      |
| 1993 | Dale Earnhardt     | Chevrolet |
| 1994 | Geoffrey Bodine    | Ford      |
| 1995 | Jeff Gordon        | Chevrolet |
| 1996 | Michael Waltrip    | Ford      |
| 1997 | Jeff Gordon        | Chevrolet |
| 1998 | Mark Martin        | Ford      |
| 1999 | Terry Labonte      | Chevrolet |
| 2000 | Dale Earnhardt Jr. | Chevrolet |
| 2001 | Jeff Gordon        | Chevrolet |
| 2002 | Ryan Newman        | Ford      |
| 2003 | Jimmie Johnson     | Chevrolet |
| 2004 | Matt Kenseth       | Ford      |
| 2005 | Mark Martin        | Ford      |
| 2006 | Jimmie Johnson     | Chevrolet |
| 2007 | Kevin Harvick      | Chevrolet |
| 2008 | Kasey Kahne        | Dodge     |
| 2009 | Tony Stewart       | Chevrolet |
| 2010 | Kurt Busch         | Dodge     |
| 2011 | Carl Edwards       | Ford      |
| 2012 | Jimmie Johnson     | Chevrolet |
| 2013 | Jimmie Johnson     | Chevrolet |
| 2014 | Jamie McMurray     | Chevrolet |
| 2014 | Jamie McMurray     | Chevrolet |
| 2015 | Denny Hamlin       | Toyota    |
| 2016 | Joey Logano        | Ford      |
| 2017 | Kyle Busch         | Toyota    |
| 2018 | Kevin Harvick      | Ford      |
| 2019 | Kyle Larson        | Chevrolet |
| 2020 |                    |           |

## Vencedores do Monster Energy Open
- 2018 - A. J. Allmendinger
- 2017 - Daniel Suárez
- 2016 - Kyle Larson
- 2015 - Clint Bowyer
- 2014 - Clint Bowyer
- 2013 - Jamie McMurray
- 2012 - Dale Earnhardt Jr.
- 2011 - David Ragan
- 2010 - Martin Truex Jr.
- 2009 - Sam Hornish Jr.
- 2008 - A.J. Allmendinger
- 2007 - Martin Truex Jr.
- 2006 - Scott Riggs
- 2005 - Brian Vickers
- 2004 - Sterling Marlin
- 2003 - Jeff Burton
- 2002 - Jeremy Mayfield
- 2001 - Johnny Benson
- 2000 - Steve Park
- 1999 - Tony Stewart
- 1998 - Jeremy Mayfield
- 1997 - Rick Craven
- 1996 - Jimmy Spencer
- 1995 - Todd Bodine
- 1994 - Jeff Gordon
- 1993 - Sterling Marlin
- 1992 - Michael Waltrip
- 1991 - Michael Waltrip
- 1990 - Dick Trickle
- 1989 - Sterling Marlin
- 1988 - Sterling Marlin
- 1987 - Buddy Baker
- 1986 - Benny Parsons

## Multivencedores

### Pilotos múltiplas vezes vencedores do Monster Energy NASCAR Cup Series (Corrida das Estrelas da NASCAR)
| Vitórias | Pilotos        | NASCAR Sprint All-Star Race/Corridas das Estrelas vencidas |
| -------- | -------------- | ---------------------------------------------------------- |
| 4        | Jimmie Johnson | 2003, 2006, 2012, 2013                                     |
| 3        | Dale Earnhardt | 1987, 1990, 1993                                           |
| 3        | Jeff Gordon    | 1995, 1997, 2001                                           |
| 2        | Davey Allison  | 1991–1992                                                  |
| 2        | Terry Labonte  | 1988, 1999                                                 |
| 2        | Mark Martin    | 1998, 2005                                                 |
| 2        | Kevin Harvick  | 2007, 2018                                                 |

### Equipes múltiplas vezes vencedoras do evento
| Vitórias | Equipes                     | Eventos vencidos                               |
| -------- | --------------------------- | ---------------------------------------------- |
| 8        | Hendrick Motorsports        | 1995, 1997, 1999, 2001, 2003, 2006, 2012, 2013 |
| 4        | Richard Childress Racing    | 1987, 1990, 1993, 2007                         |
| 4        | Roush Fenway Racing         | 1998, 2004, 2005, 2011                         |
| 3        | Penske Racing               | 2002, 2010, 2016                               |
| 2        | Junior Johnson & Associates | 1985, 1988                                     |
| 2        | Robert Yates Racing         | 1991, 1992                                     |
| 2        | Joe Gibbs Racing            | 2015, 2017                                     |
| 2        | Stewart-Haas Racing         | 2009, 2018                                     |

### Marcas/montadoras vencedoras do evento
| Vitórias | Marca     | All-Star Race/Corrida das Estrelas vencidas                                                |
| -------- | --------- | ------------------------------------------------------------------------------------------ |
| 17       | Chevrolet | 1985, 1987–1988, 1990, 1993, 1995, 1997, 1999–2001, 2003, 2006–2007, 2009, 2012–2014, 2019 |
| 12       | Ford      | 1986, 1991–1992, 1994, 1996, 1998, 2002, 2004–2005, 2011, 2016, 2018                       |
| 2        | Dodge     | 2008, 2010                                                                                 |
| 2        | Toyota    | 2015, 2017                                                                                 |
| 1        | Pontiac   | 1989                                                                                       |